# Okbensbåge
Okbensbåge (latin: arcus zygomaticus) är ett parigt, bågformat benutskott på kraniets sidor. Den utgörs huvudsakligen av okbenets processus temporale och sträcker sig mellan tinningbenet (os temporale) och okbenet (corpus zygomaticus).
Okbensbågen skjuter först ut lateralt med sina ytor riktade uppåt och nedåt för att sedan vika av framåt med ytorna riktade lateralt och medialt. Den uppåtriktade ytan är avlång och tunn och utgör fäste för fascia temporalis. Den nedåtriktade ytan är kort och tjock och utgör fäste för några av m. masseters fibrer. Den laterala ytan är konvex och subkutan, den mediala är konkav och utgör fäste för m. masseter. Utskottets ände är sågtandad och artikulerar med okbenet.
Okbensbågens inre del förbinds med tinningbenets övre del (squama temporalis) genom en främre och en bakre rot. Den bakre passerar ovanför den yttre hörselgången och utmynnar i linea temporalis. Den främre är kort och utmynnar i tuberculum articulare som utgör den främre avgränsningen på fossa mandibulare. Framför tuberkeln finns en triangulär yta som utgör en del av fossa infratemporalis och som avskiljs från squamas utsida av den ås som löper från den främre roten till crista infratemporalis på kilbenets (os sphenoidale) stora vinge.
Bakom den yttre hörselgångens bakre vägg och okbensbågens bakre rot finns fossa mastoidea. I ett litet utskott vid den främre roten fäster lig. temporomandibulare. En oval fördjupning innanför samma rot, som är en del av fossa mandibulare, utgör ledpanna för condylus mandibulae, kondylen på underkäksbenet (os mandibulare).
Innanför okbensbågen passerar m. temporalis.